# دورفر-لاکاپولت
دورفر-لاکاپولت (به فرانسوی: Durfort-Lacapelette) یک کمون در فرانسه است که در canton of Lauzerte واقع شده‌است.

## خصوصیات
دورفر-لاکاپولت ۳۵٫۸۳ کیلومترمربع مساحت و ۸۵۱ نفر جمعیت دارد و ۱۹۵ متر بالاتر از سطح دریا واقع شده‌است.